# 利扎内洛
利扎内洛（義大利語：Lizzanello），是意大利莱切省的一个市镇。总面积25.01平方公里，人口11647人，人口密度465.7人/平方公里（2009年）。ISTAT代码为075038。